# Сто дней до приказа (повесть)
«Сто дней до приказа...» — повесть Юрия Полякова опубликована в ноябрьском выпуске 1987 года журнала «Юность».

## История
Это произведение, одно из первых в отечественной литературе, было посвящено острым социальным проблемам в Советской армии, до того времени находившимся под негласным табу (дедовщина).

## Сюжет
Повествование ведётся от первого лица Алексея Купряшина и представляет собою сменяющуюся цепь армейских эпизодов, объединённых (и приведших к) ЧП: исчезновению из расположения части молодого солдата Елина.

Интерес представляет также авторский ход «открытого конца»: так и непонятно, чем именно закончились поиски пропавшего — он найден, но живым ли?

## Дополнительные факты
- Повесть «Сто дней до приказа» не пропустила военная цензура; однако, после посадки немецкого пилота Матиаса Руста на Красной площади (1987), писателю позвонил главный редактор журнала «Юность» Андрей Дементьев и попросил разрешения повесть напечатать. Дементьев позвонил в военную цензуру и уведомил о печати повести. «Но мы её не пропустим», — заявил цензор. «Лучше бы вы Руста не пропустили!» — ответил редактор[1].
- Повесть была экранизирована; сам Юрий Поляков так отозвался о вышедшем фильме: «…Дело в том, что фильм, который снял режиссёр Эркенов, к моей повести не имеет никакого отношения, потому что, это авторское кино. Молодой режиссёр, которому немедленно захотелось стать Пазолини, воспользовался названием моей… даже не названием, а строчкой в тематическом плане, чтобы самореализоваться. Я ему говорил: „Я не буду тебе выкручивать руки, закрывать фильм — Бог с тобой! Но пути тебе в кино не будет, потому что если ты берёшься экранизировать реалистическую повесть, снимай реалистическое кино, на хрена этот сюр? Если ты его хочешь, пиши сам сценарий и снимай“. Тем не менее, он сделал по-своему. Фильм до сих пор показывают, как кино не для всех. Кстати, как режиссёр, Эркенов так и не состоялся…».
- Повесть неоднократно переиздавалась[2].